# Jó Pásztor háza (Pozsony)
A Jó Pásztor háza a  pozsonyi Várhegy délkeleti előterében áll, a középkori eredetű váralja melletti zsidónegyedben, amely számos kis utcácskával, polgár- és kereskedőházzal, iparosműhellyel jött létre. A Zsidó utca alsó végén lévő palotát gyakran említik a főváros egyik legszebb épületeként.

## Története
Rokokó stílusban, a 18. század második felében, 1760-65 között építette a helybéli Matthew Höllrigl építőmester, aki öt évvel később a Mirbach-palota kivitelezésében is részt vett.
A sajátos hangulatú negyed a karakterét a Szlovák Nemzeti Felkelés hídja építése során, az 1960-as években veszítette el, amikor a környező történelmi városrészt lebontották. A kevés megmenekült épület egyike a Várhegyre felkanyarodó utcák elején álló Jó Pásztor háza. 
A négyszintes palotácskát  – a szlovák főváros egyik legszebb rokokó emlékét – az utcák nyomvonala által kijelölt keskeny, trapéz alakú saroktelken emelték, így ennek megfelelően déli oldala mindössze 1 szoba + 1 lépcsőháznyi szélességű.  Nevét a ház délkeleti sarkán, az első emelet magasságban elhelyezett szoborról kapta, amely Jézus Krisztust ábrázolja mint Jó Pásztort. Az épület földszintjén kereskedések kaptak helyet, míg emeleti helyiségeit lakás céljára használták. Különösen szépek vakolatdíszei és kovácsolt vas ablakrácsai.
1975-ös műemléki helyreállítása óta a Pozsonyi Városi Múzeum használja: az új korban igen híres és fejlett, pozsonyi órás mesterségről szóló állandó kiállítás látható benne. Keleti, földszinti termeiben, illetve pincéjében étterem működik. Az épület gyalogosan leginkább a Várhegyről leereszkedve közelíthető meg.